# Kieszennik
Kieszennik (Saccopteryx) – rodzaj ssaków z podrodziny upiorów (Emballonurinae) w obrębie rodziny upiorowatych (Emballonuridae).

## Rozmieszczenie geograficzne
Rodzaj obejmuje gatunki występujące w Ameryce.

## Morfologia
Długość ciała (bez ogona) 38–56 mm, długość ogona 9–23 mm, długość ucha 9–17 mm, długość tylnej stopy 4–12 mm, długość przedramienia 33,5–48 mm; masa ciała 3–9,3 g.

## Systematyka
Rodzaj zdefiniował w 1811 roku niemiecki zoolog Johann Karl Wilhelm Illiger w publikacji swojego autorstwa zatytułowanej Wstępna systematyka ssaków i ptaków, z dodatkowymi terminami zoologicznymi obu klas oraz ich wersją niemiecką. Gatunkiem typowym jest (oznaczenie monotypowe) kieszennik cienkoogonowy (S. leptura).

### Etymologia
- Saccopteryx (Sacopteryx): gr. σακκος sakkos ‘worek’; πτερυξ pterux, πτερυγος pterugos ‘skrzydło’[9].
- Urocryptus: gr. ουρα oura ‘ogon’; κρυπτος kruptos ‘ukryty’[10]. Gatunek typowy (oznaczenie monotypowe): Urocryptus bilineatus Temminck, 1838.

### Podział systematyczny
Do rodzaju należą następujące gatunki:
| Grafika | Gatunek                  | Autor i rok opisu              | Nazwa zwyczajowa         | Podgatunki         | Rozmieszczenie geograficzne | Podstawowe wymiary                                       | Status IUCN |
| ------- | ------------------------ | ------------------------------ | ------------------------ | ------------------ | --- | -------------------------------------------------------- | ----------- |
|         | Saccopteryx bilineata    | (Temminck, 1838)               | kieszennik dwupręgi      | gatunek monotypowy | od środkowego Meksyku (stany Jalisco i Veracruz) na południe do Ekwadoru, wschodniego Peru i północnej Boliwii, na wschód do wschodniej Brazylii (na południe do stanu Rio de Janeiro) oraz Trynidad i Tobago; zakres wysokości: do 1000 m n.p.m.                                                      | DC: 4,7–5,6 cm DO: 1,6–2,3 cm DP: 4,4–4,8 cm MC: 6–9,3 g | LC          |
|         | Saccopteryx leptura      | (von Schreber, 1774)           | kieszennik cienkoogonowy | gatunek monotypowy | od południowego Meksyku (stan Chiapas) na południe do wschodniego Ekwadoru, wschodniego Peru, północnej Boliwii, na wschód do wschodniej i południowo-wschodniej Brazylii (na południe do stanu São Paulo), także wyspa Margarita (Wenezuela) oraz Trynidad i Tobago; zakres wysokości: 0–915 m n.p.m. | DC: 3,8–5,1 cm DO: 0,9–1,9 cm DP: 3,7–4,3 cm MC: 3–6 g   | LC          |
|         | Saccopteryx canescens    | O. Thomas, 1901                | kieszennik siwy          | 2 podgatunki       | wschodni Ekwador, większość Wenezueli, region Gujana, wschodnie Peru oraz zachodnia i północna Brazylia; granice zasięgu niejasne; zakres wysokości: 0–500 m n.p.m. | DC: 3,8–4,4 cm DO: 1,6–1,8 cm DP: 3,5–3,9 cm MC: 3–5 g   | LC          |
|         | Saccopteryx antioquensis | J. Muñoz & Cuartas-Calle, 2001 | kieszennik drobny        | gatunek monotypowy | endemit Kolumbii: południowo-wschodnia część departamentu Antioquia, wzdłuż wschodnich zboczy środkowych Andów; zakres wysokości: 650–1200 m n.p.m. | DC: 4–4,4 cm DO: 1–1,2 cm DP: 3,6–3,8 cm MC: około 5 g   | EN          |
|         | Saccopteryx gymnura      | O. Thomas, 1901                | kieszennik amazoński     | gatunek monotypowy | Region Gujana, północna część amazońskiej Brazylii (stan Pará), na południe do Santarém oraz na wchód do Belém; zakres wysokości: 0–120 m n.p.m. | DC: 3,9–4 cm DO: 1,3–1,4 cm DP: 3,3–3,5 cm MC: 3–4 g     | DD          |

Kategorie IUCN:  LC  – gatunek najmniejszej troski,  EN  – gatunek zagrożony,  DD  – gatunki o nieokreślonym stopniu zagrożenia.